# John Volpe

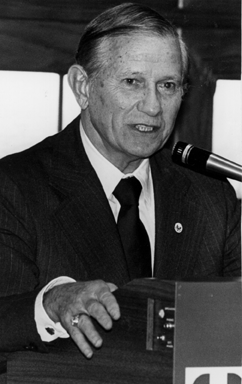
John Volpe

John Anthony Volpe (* 8. Dezember 1908 in Wakefield, Middlesex County, Massachusetts; † 11. November 1994 in Nahant, Massachusetts) war ein US-amerikanischer Politiker.

## Leben
Volpe wuchs als Sohn italienischer Einwanderer aus den Abruzzen in Massachusetts auf. 1934 heiratete er Jennie Benedetto; sie hatten einen Sohn und eine Tochter. Er besuchte das Wentworth Institute of Technology in Boston und stieg im Anschluss ins Baugewerbe ein. 1930 gründete er seine eigene Firma. Während des Zweiten Weltkrieges unterstützte er die United States Navy, in dem er als Ausbildungsoffizier bei den Seabees, den Bautruppen der Navy, tätig wurde.
1953 wurde Volpe zum Beauftragten für den öffentlichen Dienst im Staat Massachusetts berufen. Drei Jahre darauf ernannte ihn US-Präsident Dwight D. Eisenhower zum Leiter der Federal Highway Administration, einer für den Transport auf Highways zuständigen Unterbehörde des Verkehrsministeriums.

## Politik
Als Mitglied der Republikanischen Partei wurde er 1960 zum Gouverneur von Massachusetts gewählt. 1962 unterlag er dem Demokraten Endicott Peabody, den er zwei Jahre darauf jedoch wieder ablösen konnte. 1966 wurde er im Amt bestätigt; damit war Volpe erster Gouverneur in der Geschichte des Staates Massachusetts mit einer vierjährigen Amtszeit.
Während seiner Amtszeit brachte John Volpe eine Gesetzgebung auf den Weg, um Rassenschranken im Bereich der Erziehung abzubauen. Er organisierte die staatliche Schulbehörde neu, liberalisierte die Gesetze zur Geburtenkontrolle und förderte den öffentlichen Wohnungsbau für Familien mit geringem Einkommen. Zudem gelang es ihm, die Einnahmen des Staates zu erhöhen, indem er die Umsatzsteuer auf drei Prozent anhob. Von 1967 bis 1968 amtierte er als Präsident der National Governors Association.
1968 gehörte John Volpe zu den republikanischen Kandidaten für das Amt des US-Präsidenten, ohne jedoch bei der Republican National Convention eine Delegiertenstimme zu erhalten. Nach der Wahl von Richard Nixon zum Präsidenten ernannte dieser ihn zum Verkehrsminister der Vereinigten Staaten; sein Gouverneursamt trat er an seinen Stellvertreter Francis W. Sargent ab. Das Verkehrsministerium leitete er bis zum 1. Februar 1973; in dieser Zeit wurde unter anderem die halbstaatliche Verkehrsgesellschaft Amtrak ins Leben gerufen. Von 1973 bis 1977 übte er schließlich als Nachfolger von Graham Martin das Amt des US-Botschafters in Italien aus.

## Würdigungen
Nach John Volpe, der 1994 starb und in seinem Heimatort Wakefield beigesetzt wurde, sind das Volpe Center, ein Transportzentrum in Cambridge, und die Bibliothek der High School von Wakefield benannt.